# Вулиця Федора Зайцева
Ву́лиця Фе́дора За́йцева — одна з вулиць міста Донецька. Розташована між ДМЗ та Театральним проспектом.
Вулиця названа на честь діяча компартії Федора Зайцева, який був працівником Юзівського металургійного заводу.

## Опис
Вулиця Зайцева знаходиться у Ворошиловському районі. Починається від Донецького металургійного заводу і завершується Театральним проспектом, має своєрідну структуру у зв'язку з забудовою центральних кварталів. Довжина вулиці становить близько кілометра.